# 马赛大犹太会堂

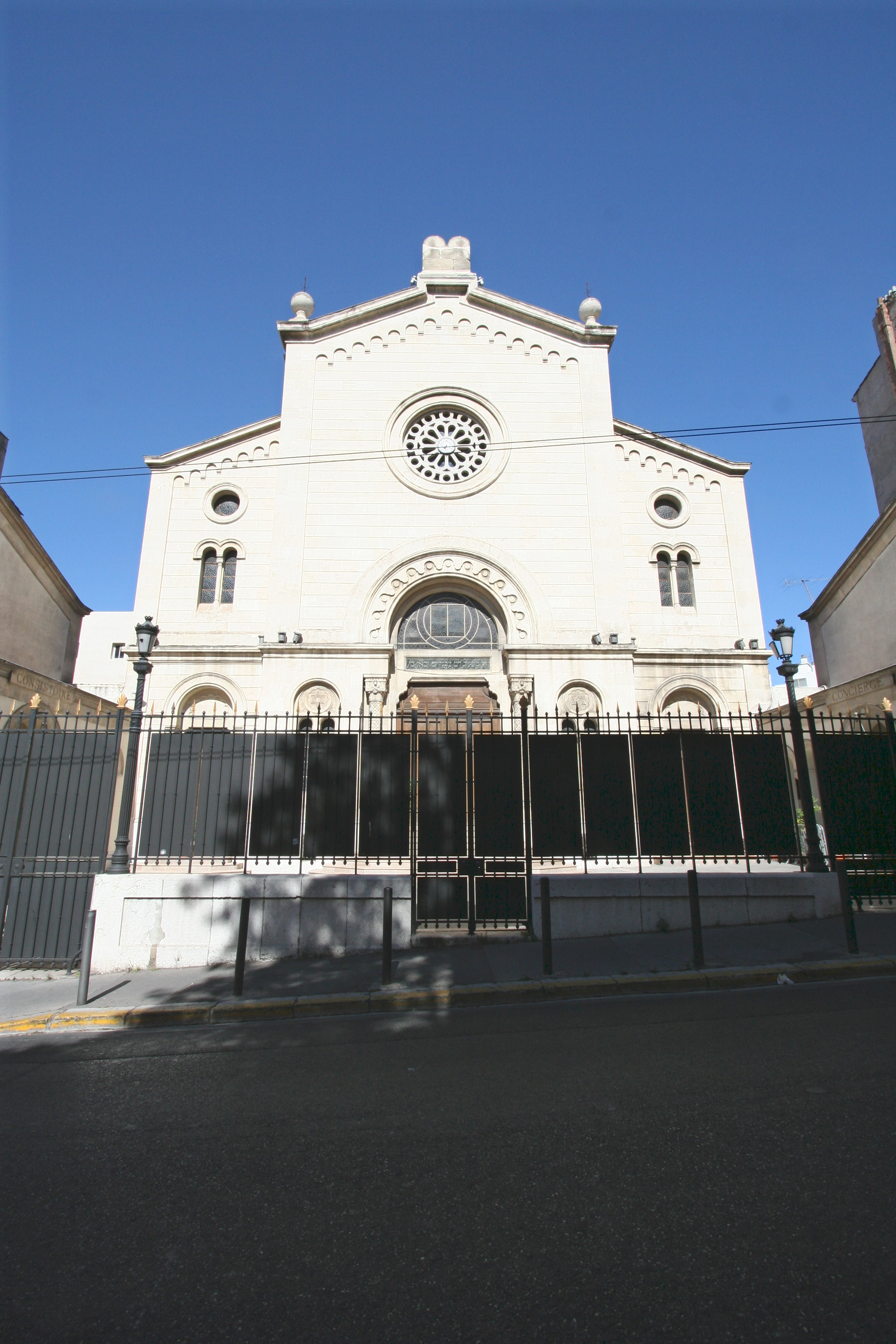

马赛大犹太会堂（法語：Grande synagogue de Marseille）是一座犹太会堂，位于法国马赛第六区的布雷特伊尔街（Rue Breteuil）。2007年，它被列为法国历史遗迹。
1855年，格里南街（Rue Grignan）上的旧犹太会堂规模太小被拆除，于是开始一场为一个新地点筹集资金的运动。1860年，建筑师内森·所罗门的设计获得批准， 建筑于1864年完工。。
这座犹太会堂采用巴西利卡形式，这种形式常见于古希腊和罗马以及教堂。它采用罗马-拜占庭风格建造，受到巴黎拿撒勒犹太会堂（1852年建成）的影响，不仅有一个讲道坛和一台管风琴，而且内部特点也是与基督教建筑的联系比犹太建筑的联系更为密切，结合了西方和东方的设计，以反映礼拜者的多样性。
2016年1月，内政部长贝尔纳·卡泽纳夫访问了这座犹太会堂，声援一名遭到伊斯兰国青少年同情者袭击的当地教师。 2018年9月，前任法国总统尼古拉·萨科齐在这座犹太会堂发表讲话，谴责反犹太主义。